# Rodger Wylde
Rodger Wylde (Sheffield, 8 marzo 1954) è un ex calciatore inglese, di ruolo attaccante.

## Carriera
Esordisce tra i professionisti all'età di 17 anni nella stagione 1971-1972 con lo Sheffield Weds, club della seconda divisione inglese; gioca per quattro stagioni consecutive (fino al termine della stagione 1974-1975) in seconda divisione con gli Owls, con cui poi gioca dal 1975 al 1980 in terza divisione, per un totale di 168 presenze e 54 reti in incontri di campionato; in particolare, disputa 14 partite (con un gol segnato) in seconda divisione e 157 partite (con 53 gol segnati) in terza divisione, alle quali aggiunge 15 presenze e 4 reti in FA Cup e 10 presenze e 8 reti in Coppa di Lega, per un totale di 193 presenze e 66 reti fra tutte le competizioni ufficiali con il club. Si trasferisce quindi all'Oldham Athletic, con cui tra il 1980 ed il 1983 segna in totale 51 reti in 113 presenze in seconda divisione.
Nell'estate del 1983 si trasferisce allo Sporting Lisbona, nella prima divisione portoghese; la sua esperienza con il club biancoverde non è però particolarmente fortunata: gioca infatti solamente 9 partite di campionato (nelle quali segna un gol) per poi fare ritorno in patria, al Sunderland, con cui nella stagione 1984-1985 segna 3 reti in 11 presenze nella prima divisione inglese. Dal 1985 al 1987 gioca poi in seconda divisione al Barnsley (52 presenze e 19 reti), mentre nella stagione 1987-1988 totalizza 6 presenze ed una rete con il Rotherham Utd, club di terza divisione a cui era stato ceduto in prestito. Si ritira nel 1989, all'età di 35 anni, dopo un'ultima stagione trascorsa giocando in quarta divisione con la maglia dello Stockport County, con cui mette a segno 12 reti in 26 presenze.
In carriera ha totalizzato complessivamente 370 presenze e 139 reti nei campionati della Football League.